# Fade to Black (film 2004)
Fade to Black – amerykański film dokumentalny z 2004 roku w reżyserii Patricka Paulsona oraz Michaela Johna Warrena. Fabuła obrazu skupia się na karierze amerykańskiego rapera Jaya-Z.
Film zdobył nominację do nagrody Czarna Szpula w kategorii Najlepsza komedia lub musical.

## Obsada
- Jay-Z
- Memphis Bleek
- Mary J. Blige
- Foxy Brown
- Michael Buffer
- Diddy
- Common
- Damon Dash
- Ghostface Killah
- Just Blaze
- Missy Elliott
- Funkmaster Flex
- Freeway
- R. Kelly
- Beyoncé
- Q-Tip
- Rick Rubin
- Beanie Sigel
- Slick Rick
- Questlove
- Timbaland
- Twista
- Kanye West
- William "Vybe Chyle" Burke
- Pharrell Williams
- Usher
- Johnny Roland